# 岡崎京子
岡崎 京子（おかざき きょうこ、1963年〈昭和38年〉12月13日 - ）は、日本の漫画家。女性。
1980年代から1990年代にかけて、多くの優れた作品を発表、時代を代表する漫画家として知られた。しかし作家活動の頂点にあった1996年（平成8年）に交通事故で重傷を負い、後遺症で作家生命を事実上絶たれた。
休筆後20年以上を経てもなお、過去作品が断続的に復刊され、また映画化されている。

## 来歴
東京都世田谷区下北沢の理髪店の娘として生まれる。
東京都立松原高等学校時代から橘川幸夫編集の投稿雑誌『ポンプ』等にイラストや漫画を頻繁に投稿。妹とともに表紙を飾ったこともある。
他、ミニコミ誌「リサイクル・サークル」内にイラストを提供。モチーフの多くはNew Age Steppersなどニューウェイブバンドであった。この頃、音楽家集団京浜兄弟社の加藤賢崇、常盤響、岸野雄一らと交流。跡見学園女子大学短期大学部在学中、友人の同人誌への投稿作品が、メジャーミニコミ誌『東京おとなクラブ』に転載されたものが、雑誌 『漫画ブリッコ』編集者・大塚英志に評価され、 1983年（昭和58年）、『漫画ブリッコ』（白夜書房）6月号にてデビュー。
1980年代から1990年代にかけて、サブカル誌、漫画誌、ファッション誌などに作品が掲載され、また新しいタイプの女性漫画家として内田春菊、桜沢エリカ、原律子らとともに、一般誌にも紹介される。岡崎の作品では、映画、小説、音楽、現代思想書などからの引用が多用され、また同時に岡崎の漫画表現を考察する本や雑誌も多く出版されている。岡崎の作品 『ヘルタースケルター』は2003年（平成15年）第7回文化庁メディア芸術祭マンガ部門優秀賞、2004年（平成16年）第8回手塚治虫文化賞・マンガ大賞を受賞。
岡崎のアシスタントを務めていたことがあるのは安野モヨコ、よしもとよしとも、マユタン、千里唱子、坂本大三郎らの漫画家。また後のアートライター工藤キキもアシスタントだったことがある。

### 事故による休業
結婚後の1996年（平成8年）5月19日18時半頃、自宅付近にて夫と共に散歩中、飲酒運転の大型四輪駆動車にひき逃げされ、自力で呼吸できないほどの重傷を負ったうえ、意識障害が続き創作休止と長期療養を余儀なくされる。
岡崎の家族の了解をとって角川書店が1998年（平成10年）に『UNTITLED』を刊行。題名は編集部と家族が話し合い決定している。
以前からファンであり親交がある小沢健二のコンサートに事故の14年後（2010年（平成22年）5月）に車椅子に乗り訪れる。
『ヘルタースケルター』の映画化に際して事故後初の岡崎本人の発言が2012年1月に発表される。
初の大規模個展「戦場のガールズ・ライフ」が2015年に東京・世田谷文学館で開かれ、その後、兵庫と福岡へも巡回した。

## 単行本リスト

### 漫画
- 『バージン』
  - 白夜書房〈白夜コミックス〉、1985年、ISBN 4-938256-90-8
  - 河出書房新社〈カワデ・パーソナルコミックス23〉、1989年, ISBN 4-309-72523-6
  - 河出書房新社〈九龍コミックス〉、2002年、ISBN 4-309-72826-X
    - 1985年（昭和60年）までに発表された短篇を収録した短篇集。
- 『ボーイフレンド is ベター』
  - 白泉社〈JETS COMICS〉、1986年、ISBN 4-592-13100-2
    - 1985年（昭和60年）から1986年（昭和61年）の間に発表された短篇13篇を収録した短篇集。
- 『セカンド・バージン』
  - 双葉社〈アクションコミックス〉、1986年、ISBN 4575930342
  - 新装版。双葉社〈アクションコミックス〉、2006年、ISBN 4575940461
    - 週刊漫画アクション連載
- 『退屈が大好き』
  - 河出書房新社〈カワデパーソナルコミックス〉、1987年、ISBN 4309725163
  - 新装版。河出書房新社〈九龍コミックス〉、2002年、ISBN 4309728278
    - 短編集
- 『TAKE IT EASY』
  - 講談社『スコラ』、〈バーガーKC-20〉、1988年、ISBN 4-06-304620-6
  - 講談社『スコラ』、〈バーガーSC-74〉、1989年、ISBN 4-7962-4018-7
  - 講談社『スコラ』、〈SC DELUXEバーガーSC-326〉、1994年、ISBN 4-7962-4270-8
  - ソニー・マガジンズ〈バーズコミックスデラックス〉、2000年、ISBN 4-7897-8243-3
  - 幻冬舎コミックス〈バーズコミックスデラックス〉、2003年、ISBN 4-344-80347-7
    - 『コミックバーガー』1986年（昭和61年）11月号から1987年（昭和62年）3月号までの連載が初出。他に短篇数篇を収録。
- 『ジオラマボーイ パノラマガール』
  - マガジンハウス〈MAG COMICS〉、1989年、ISBN 978-4-8387-0059-2
  - マガジンハウス〈MAG COMICS〉、2010年、ISBN 978-4-8387-2165-8
    - 『平凡パンチ』1988年（昭和63年）3月10日号から1988年（昭和63年）11月10日号までの連載が初出。
- 『pink』
  - マガジンハウス〈MAG COMICS〉、1989年、ISBN 978-4-8387-0107-0
  - Bach, Marie and Monthiers, Marie-Françoise, trans., Casterman, Bruxelles, Belgique, (SAKKA), 2007, ISBN 978-2-203-37345-7 ※仏語版。
  - Bach, Marie and Monthiers, Marie-Françoise, trans., Casterman, Bruxelles, Belgique, (écritures), 2007, ISBN 978-2-203-00192-3 ※仏語版。
  - マガジンハウス〈MAG COMICS〉、2010年、ISBN 978-4-8387-2141-2
  - Vertical, New York, USA, 2013, ISBN 978-1-939130-12-9 ※英語版。
    - 『Newパンチザウルス』1989年（平成元年）2月23日号から1989年（平成元年）7月4日号までの連載が初出。
- 『くちびるから散弾銃』
  - 講談社〈MeワイドKC61〉、1989年、ISBN 4-06-176561-2
  - 講談社〈MeワイドKC86〉、1990年、ISBN 4-06-176586-8 ※「2冊め」。
  - 講談社〈KCDX704〉、1996年、ISBN 4-06-319704-2 ※合本版。
  - 講談社〈KCDX3252〉、2012年、ISBN 978-4-06-376652-3 ※合本版。
    - 『Me twin』1987年（昭和62年）2月号から1990年（平成2年）5月号までの連載が初出。
- 『好き好き大嫌い』
  - JICC出版局〈宝島comics〉、1989年、ISBN 4-88063-583-9
  - 宝島社〈Wonderland comics〉、2003年、ISBN 4-7966-3148-8
    - 短編集
- 『ショコラな気持ち』
  - 扶桑社〈SUKI SUKI BOOKS〉、1990年、ISBN 4594005411
    - 描き下ろし。バレンタインデーをテーマにしたCDケースサイズの企画本
- 『ROCK』
  - JICC出版局〈宝島COMICS〉、1991年、ISBN 4-7966-0080-9.
  - 宝島社〈宝島COMICS〉、2003年、ISBN 4-7966-3333-2.
  - Casterman, Bruxelles, Belgique, (SAKKA), 2010, ISBN 978-2-203-00623-2 ※仏語版。
    - 『月刊CUTiE』1989年（昭和64年）1月号から1990年（平成2年）9月号までの連載が初出。
- 『ショコラ・エブリデイ』
  - 毎日新聞社、1992年、ISBN 4-620-77035-3
  - 新装版、小学館クリエイティブ、2009年、ISBN 978-4-7780-3504-4
    - 『PeeWee』ソニー・マガジンズ連載
- 『ハッピイ・ハウス』
  - 主婦と生活社〈GIGAコミックス〉、1992年、上：ISBN 4-391-92015-8、下：ISBN 4-391-92016-6
  - 新装版。主婦と生活社、2006年、ISBN 4-391-92096-4
    - 『コミックGIGA』連載
- 『カトゥーンズ』
  - 角川書店、1992年、ISBN 4-04-852378-3
  - 新装版。角川書店〈単行本コミックス〉、2004年、ISBN 4-04-853729-6
    - 『月刊カドカワ』連載
- 『危険な二人』
  - 角川書店〈YOUNG ROSÉ COMICS DELUXE〉、1992年、ISBN 4-04-852359-7
  - 角川書店〈単行本コミックス〉、2004年、ISBN 4-04-853704-0
    - 『ヤングロゼ』1991年（平成3年）5月号から1992年（平成4年）5月号までの連載が初出。
- 『東京ガールズブラボー』
  - JICC出版局、1993年、上：ISBN 4-7966-0547-9、下：ISBN 4-7966-0548-7
  - 宝島社、2003年、上：ISBN 4-7966-3198-4、下：ISBN 4-7966-3199-2
    - 『CUTiE』連載
- 『愛の生活』
  - 角川書店〈Young rose comics deluxe〉、1993年、ISBN 4-04-852430-5
  - 角川書店〈単行本コミックス〉、2004年、ISBN 4-04-853692-3
    - 『ヤングロゼ』連載
- 『マジック・ポイント』
  - 大原まり子、祥伝社〈FEEL YOUNG COMICS GOLD〉、1993年、ISBN 4-396-76081-7
  - 大原まり子、祥伝社〈FEEL COMICS〉、2012年、ISBN 978-4-396-76545-3
    - 『FEEL YOUNG』1993年（平成5年）4月号から1993年（平成5年）9月号までの連載が初出。
- 『リバーズ・エッジ』
  - 宝島社、1994年、ISBN 4-7966-0825-7.
  - 宝島社〈Wonderland COMICS〉、2000年、ISBN 4-7966-1669-1.
  - Casterman, Bruxelles, Belgique, 2007, (SAKKA), ISBN 978-2-203-00619-5 ※仏語版。
  - 宝島社、2008年、ISBN  978-4-7966-6698-5.
  - 臉譜文化、2014年2月6日、ISBN 978-986-235-311-0 ※台湾中文版。
    - 月刊CUTiE1993年（平成5年）3月号から1994年（平成6年）5月号までの連載が初出。
- 『エンド・オブ・ザ・ワールド』
  - 祥伝社〈FEEL YOUNG COMICS GOLD〉、1994年、ISBN 4-396-76101-5
  - 祥伝社〈FEEL COMICS〉、2012年、ISBN 978-4-396-76546-0
    - 1992年（平成4年）から1994年（平成6年）の間に発表された短篇5篇を収録した短篇集。
- 『私は貴兄のオモチャなの』
  - 祥伝社〈FEEL COMICS〉、1995年、ISBN 4-396-76136-8
    - 『FEEL YOUNG』掲載作の短編集。表紙の題名は『I wanna be your dog』。
- 『ヘテロセクシャル』
  - 角川書店〈YOUNG ROSÉ COMICS DELUXE〉、1995年、ISBN 4-04-852503-4
  - 角川書店〈単行本コミックス〉、2004年、ISBN 4-04-853707-5
    - 1993年（平成5年）から1994年（平成6年）の間に発表された短篇4篇を収録した短篇集。
- 『チワワちゃん』
  - 角川書店〈YOUNG ROSÉ COMICS DELUXE〉、1996年、ISBN 4-04-852687-1
  - 角川書店〈単行本コミックス〉、2004年、ISBN 4-04-853689-3
    - 1994年（平成6年）から1995年（平成7年）の間に発表された短篇5篇及び書き下ろし2篇の短篇集。

  - 角川書店〈あすかコミックDX〉、2018年、ISBN 9784041078488
    - チワワちゃんの他、LOVE, PEACE & MIRACLE -紙の上のスライドショウ-、夏の思い出、チョコレートマーブルちゃん、GIRL OF THE YEAR、空を見上げる -あとがきにかえて-、好き？ 好き？ 大好き？ を収録した短篇集。
- 『UNTITLED』
  - 角川書店〈Asuka comics deluxe〉、1998年、ISBN 4-04-852938-2
  - 角川書店〈単行本コミックス〉、2004年、ISBN 4-04-853728-8
- 『ヘルタースケルター』
  - 祥伝社, 2003年, ISBN 978-4-396-76297-1
  - Carlsen Verlag, Hamburg, Germany, 2005, (MANGA!), ISBN 978-3-551-78634-0 ※独語版。
  - Casterman, Bruxelles, Belgique, 2007, (SAKKA), ISBN 978-2-203-00281-4 ※仏語版。
  - Vertical, New York, USA, 2013, ISBN 978-1-935654-83-4 ※英語版。
    - 『FEEL YOUNG』1995年（平成7年）7月号から1996年（平成8年）4月号までの連載が初出。
      - 2012年に同名で映画化される。
- 『うたかたの日々』
  - ボリス・ヴィアン、宝島社、2003年、ISBN 978-4-7966-3275-1
    - 『月刊CUTiE』1994年（平成6年）8月号から1995年（平成7年）7月号までの連載が初出。
- 『恋とはどういうものかしら?』
  - マガジンハウス〈MAG COMICS〉、2003年、ISBN 4-8387-1398-3
    - 短編集
- 『女のケモノ道』
  - 文藝春秋、2005年、ISBN 4-16-366780-6
    - 『CREA』連載
- 『秋の日は釣瓶落とし』
  - 双葉社〈アクションコミックス〉、2006年、ISBN 4575940453
    - 短編集
- 『東方見聞録：市中恋愛観察学講座』
  - 小学館クリエイティブ、2008年、ISBN 978-4-7780-3502-0
    - 『ヤングサンデー』1987年（昭和62年）4月10日号（1巻1号通巻261号）から1987年（昭和62年）10月24日号（1巻14号通巻274号）までの連載が初出。
- 『岡崎京子未刊作品集 森』
  - 祥伝社〈フィールコミックス〉、2011年、ISBN 978-4396765293
- 『レアリティーズ』
  - 平凡社、2015年、ISBN 9784-582-28797-4

### 文芸
- いとうせいこう・岡崎京子 『ハプニングみたい』
  - 講談社、1992年、ISBN 4-06-205659-3
  - 講談社〈KCDX〉、2002年、ISBN 4-06-334637-4
- 『ぼくたちは何だかすべて忘れてしまうね』
  - 物語集。平凡社、2004年、ISBN 4-582-83212-1
- 『オカザキ・ジャーナル』
  - 平凡社、2015年、ISBN 978-4-582-83682-0

## イラストレーション
- 大原まり子『処女少女マンガ家の念力』表紙・挿絵、角川文庫、1987年、ISBN 4-04-166802-6
- 大原まり子『金色のミルクと白色（しろ）い時計』表紙・挿絵、角川文庫、1986年、ISBN 4-04-166801-8
- 斉藤綾子『ルビーフルーツ』表紙、双葉社、1992年、ISBN 4575231169
- 押切伸一・川勝正幸『流行の素』本文イラストレーション、JICC出版局、1990年、ISBN 4-88063-972-9
- 『ウゴウゴルーガ』エンディングアニメーション、フジテレビ、1993年
- サニーデイ・サービス『桜 super love』ジャケット、2017年

## その他
- 「X'masスペシャル ポップス＆ロック 1989ライブ」Xmas JINGLES 1989年12月23日 NHK

## 関連書籍
- 椹木野衣 『平坦な戦場でぼくらが生き延びること：岡崎京子論』 筑摩書房、2000年、ISBN 4-480-82343-3
- 『総特集岡崎京子』 河出書房新社〈文藝別冊、Kawade夢ムック〉2002年、ISBN 4-309-97627-1
- Okazaki principle alliance 編 『Okazaki-ism：岡崎京子・研究読本』 21世紀box、2002年、ISBN 4-88469-269-1
- 『萩尾望都・岡崎京子・大島弓子』 キネマ旬報社〈マンガ夜話2〉、1999年、ISBN 4-87376-504-8
- ばるぼら 『岡崎京子の研究』 アスペクト、2012年、ISBN 4-75722-090-1
- 増渕俊之編 『岡崎京子の仕事集』 文藝春秋、2012年、ISBN 4-16375-390-7 - 岡崎の初期作品も収録
- 杉本章吾 『岡崎京子論』 新曜社、2012年、ISBN 4-78851-306-4
- 『岡崎京子 戦場のガールズ・ライフ（世田谷文学館・岡崎京子展公式カタログ）』 平凡社、2015年、ISBN 978-4-582-20679-1